# فدراسیون دوچرخه‌سواری قطر
فدراسیون دوچرخه‌سواری قطر (به عربی: الاتحاد القطري للدراجات الهوائية) نهاد اداره‌کننده دوچرخه‌سواری در قطر است. این نهاد یکی از اعضای اتحادیه بین‌المللی دوچرخه‌سواری موسوم به UCI و کنفدراسیون دوچرخه‌سواری آسیا می‌باشد.